# Krzysztof Naruszewicz

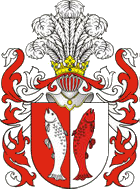
Herb Wadwicz

Krzysztof Naruszewicz herbu Wadwicz (zm. 1630), pisarz wielki litewski w 1618 roku, podskarbi wielki litewski w 1618 roku, podskarbi nadworny litewski w 1615 roku, łowczy litewski w latach 1613–1624, dyrektor trockiego sejmiku przedsejmowego 1618, 1626 i 1627 roku.
Pochodził z zasłużonej litewskiej rodziny. Syn Mikołaja (zm. 1575), pisarza litewskiego i sekretarza królewskiego.
Brat Jana (zm. 1616), łowczego litewskiego i posła, Mikołaja (zm. 1603), kasztelana żmudzkiego. Ojciec Stanisława (zm. 1650), pisarza i referendarza litewskiego i Aleksandra Krzysztofa, podkanclerzego litewskiego.
Córka Krzysztofa, Jadwiga, poślubiła Jana Szczęsnego Szweryna, właściciela Alszwangu, syna Jana Ulryka Szweryna.